# 魏王酒
魏王酒是安徽亳州出产的一种白酒，亳州当地酿酒历史悠久，最早有文字记载的乃东汉时的“九酝酒”，后由曹操向汉献帝进贡。1958年当局建立亳州市酒厂，最初生产薯干白酒，至1982年改产大曲酒，以曹操的“魏王”封号命名。魏王酒乃以高粱、大麦、小麦、和豌豆为原料酿成的浓香型白酒，现产品包括魏王贡、回沙和戏酒等系列；主要市场为华中、华北、华南、华东的十余个省市。